# 名取市サイクルスポーツセンター
名取市サイクルスポーツセンター（なとりしサイクルスポーツセンター）は宮城県名取市閖上浜にあったスポーツ施設及び移転再建後の施設。旧称は宮城サイクルスポーツセンター。サイクリングロードは1周4km。

## 概要

### 旧施設
宮城県名取市閖上字東須賀2-1にあった。東北地方で行われていた自転車ロードレースを主催していた河北新報社の呼びかけに対して車両競技公益資金記念財団と日本自転車振興会が協力、名取市が誘致に手をあげて1975年3月に完成した。最盛期の1982年度には54500人が利用した。
2002年に運営していた財団法人が解散、その後名取市が運営を引き継ぎ、平成19年度（2007年度）より名取スポーツパーク企画が指定管理者であった。
宿泊施設（かつては「名取市サイクルターミナル」という名称であった）、レストラン、閖上海浜プール（夏季のみ営業）などを備えていたが、2011年（平成23年）3月11日の東北地方太平洋沖地震ではセンター2階まで津波が押し寄せるなど壊滅的な被害を受け営業を休止。平成24年度に廃止されて施設は全て取り壊された。

### 再建後
宮城県名取市閖上字東須賀2-20にある施設。
移転・再建に向けて2014年(平成26年)春、コースの土工復旧工事が完了。2016年(平成28年)より建物の復旧工事が開始。
令和2年10月3日、移転・再建され再オープンした。サイクリングロードの他に各種運動施設や宿泊施設を併設した。総事業費は25億8千万円、敷地面積は約3万5600平方メートルとなった。管理・運営はセントラルスポーツ・HACHI・ホテル佐勘共同企業体が行なう。

#### 施設
- 宿泊施設「輪りんの宿」
- 屋上展望台
- サイクリングロード（１周４ｋｍ）
- おもしろ自転車広場（自転車貸出あり）
- スケートボード場
- 3×3バスケットコート
- フットサルコート
- 遊具広場
- サイクルショップ

## 所在地
- （旧）宮城県名取市閖上字東須賀2-1
- 宮城県名取市閖上字東須賀2-20

## 交通アクセス
- 仙台東部道路名取インターチェンジ
- 仙台空港鉄道美田園駅